# بحر الغزال

خريطة شمال بحر الغزال.svg

بحر الغزال أو نهر الغزال موجود في جنوب السودان، والمنطقة المسماة ببحر الغزال، إنما سميت تبعا لاسم النهر. بحر الغزال هو الرافد الرئيسي للنيل من الجهة الغربية. وهو بطول 716 كيلومتر (445 ميل) يجري عبر مستنقعات سود إلى بحيرة نو, في المكان الذي يلتقي فيه بالنيل الأبيض.

## تاريخ
وثق لبحر الغزال في الخرائط للمرة الأولى عام 1772 الجغرافي الفرنسي «جان-باتيست بورغوينو دا أنفيل» بالرغم من أن الجغرافيين الإغريق كان لديهم فكرة عامة جدا عنه.

## معرض الصور

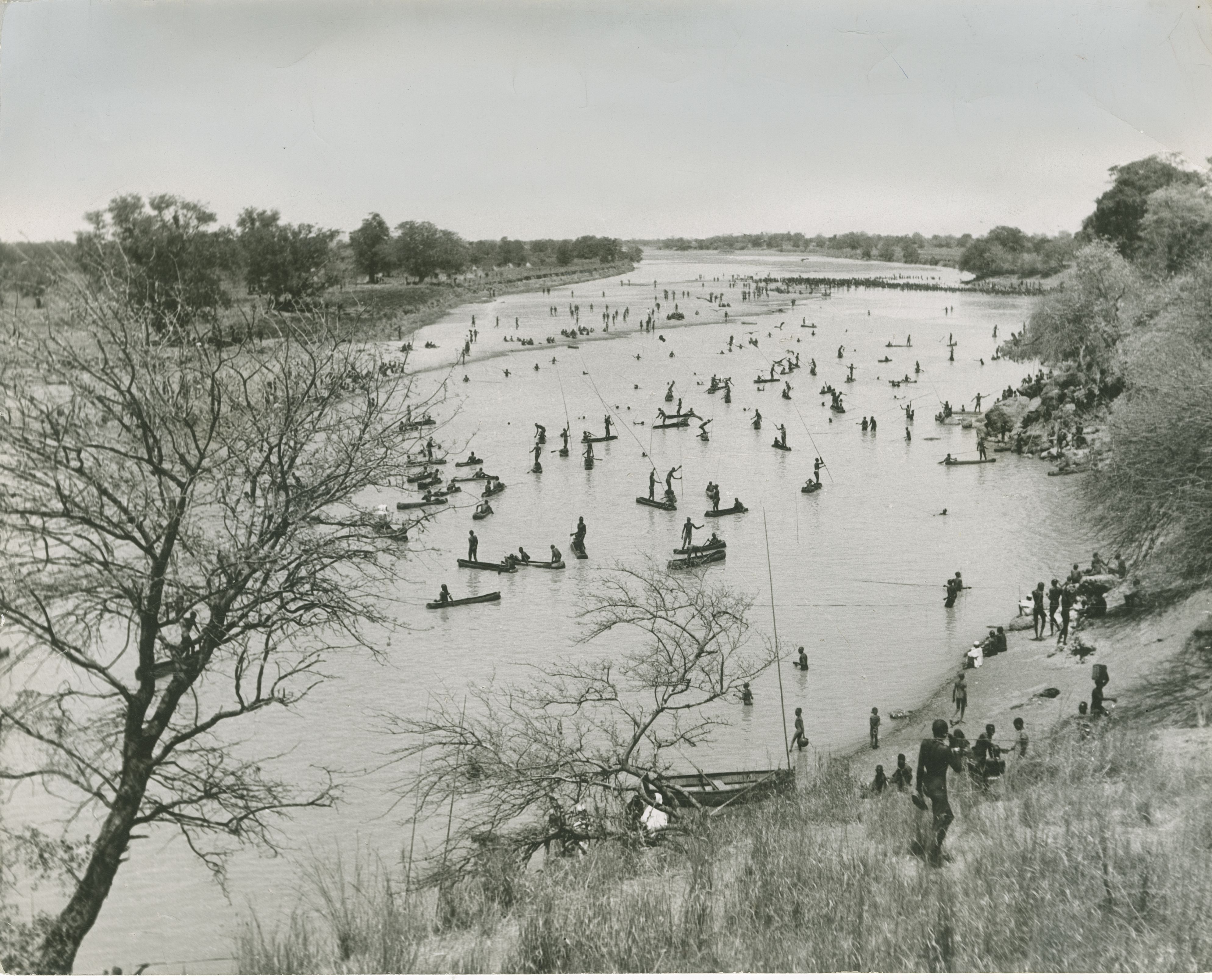
صورة لنهر لول في بحر الغزال 1958
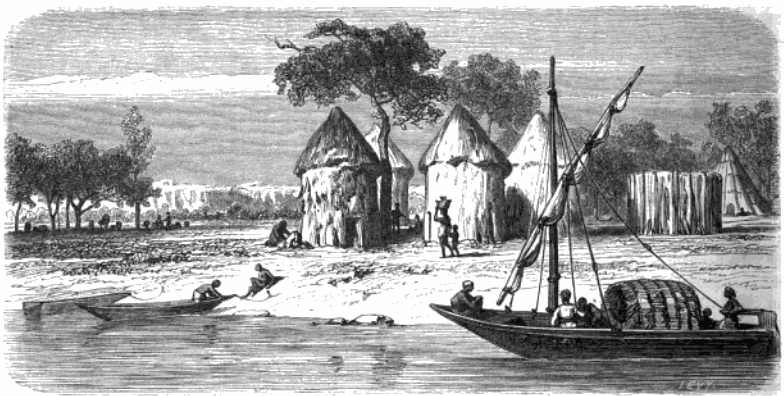
بحر الغزال/1862

## وصلات خارجية
- بحر الغزال, موسوعة كولومبيا، الجزء السادس
- بحر الغزال, سيرفر أسماء جيونت